# Глубочок (Барановский район)
Глубочок (укр. Глибочок) — село на Украине, основано в 1720 году, находится в Барановском районе Житомирской области.
Код КОАТУУ — 1820683602. Население по переписи 2001 года составляет 932 человека. Почтовый индекс — 12745. Телефонный код — 4144. Занимает площадь 12,236 км².

## Адрес местного совета
12743, Житомирская область, Барановский р-н, с.Марковка